# Opel Corsa D
Opel Corsa D - це четверте покоління малолітражки Opel Corsa, дебют якої відбувся в 2006 році в Лондоні.
У листопаді 2010 року зовнішність автомобіля оновили.

## Опис

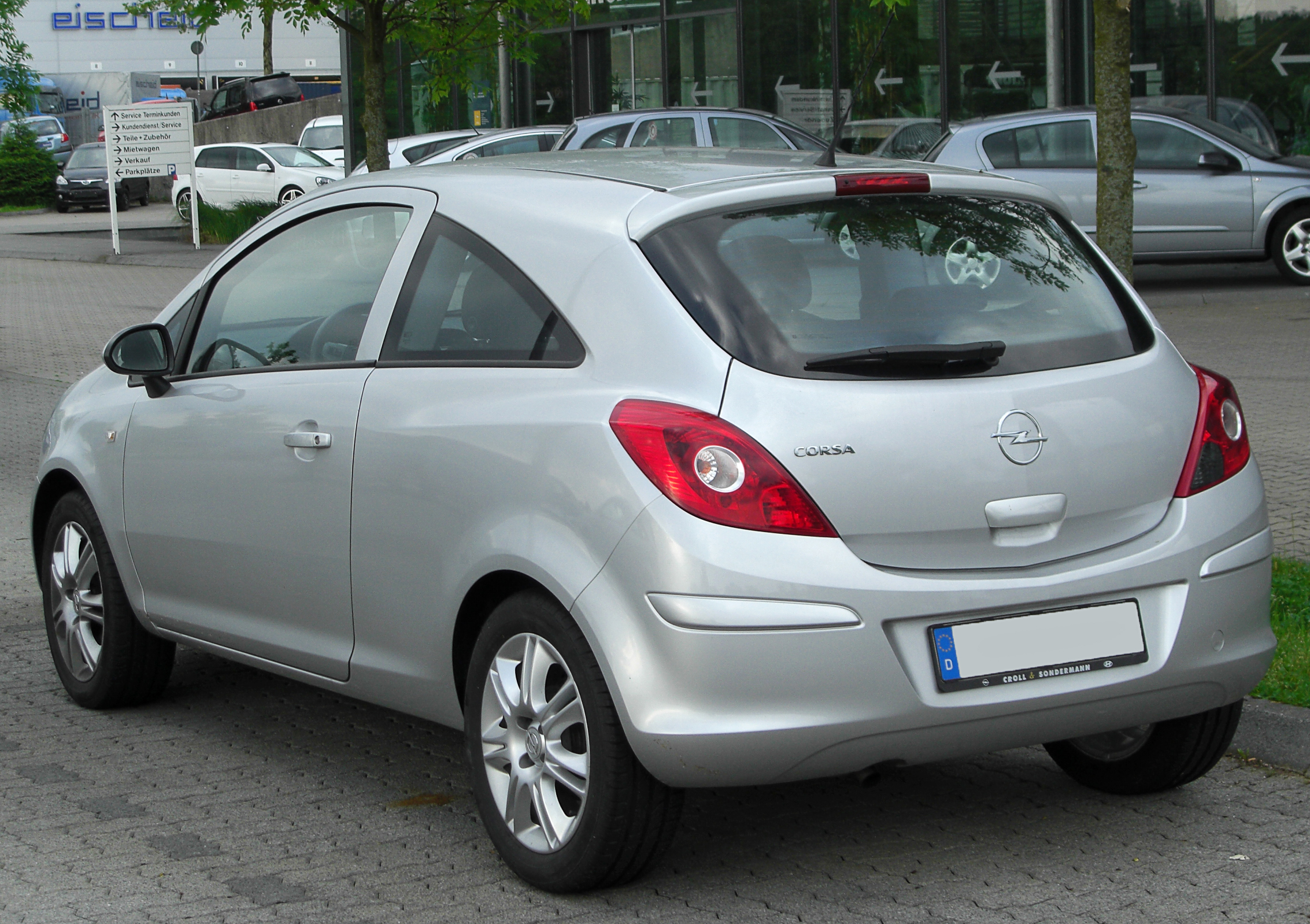
Corsa D 3д. (2006-2011)

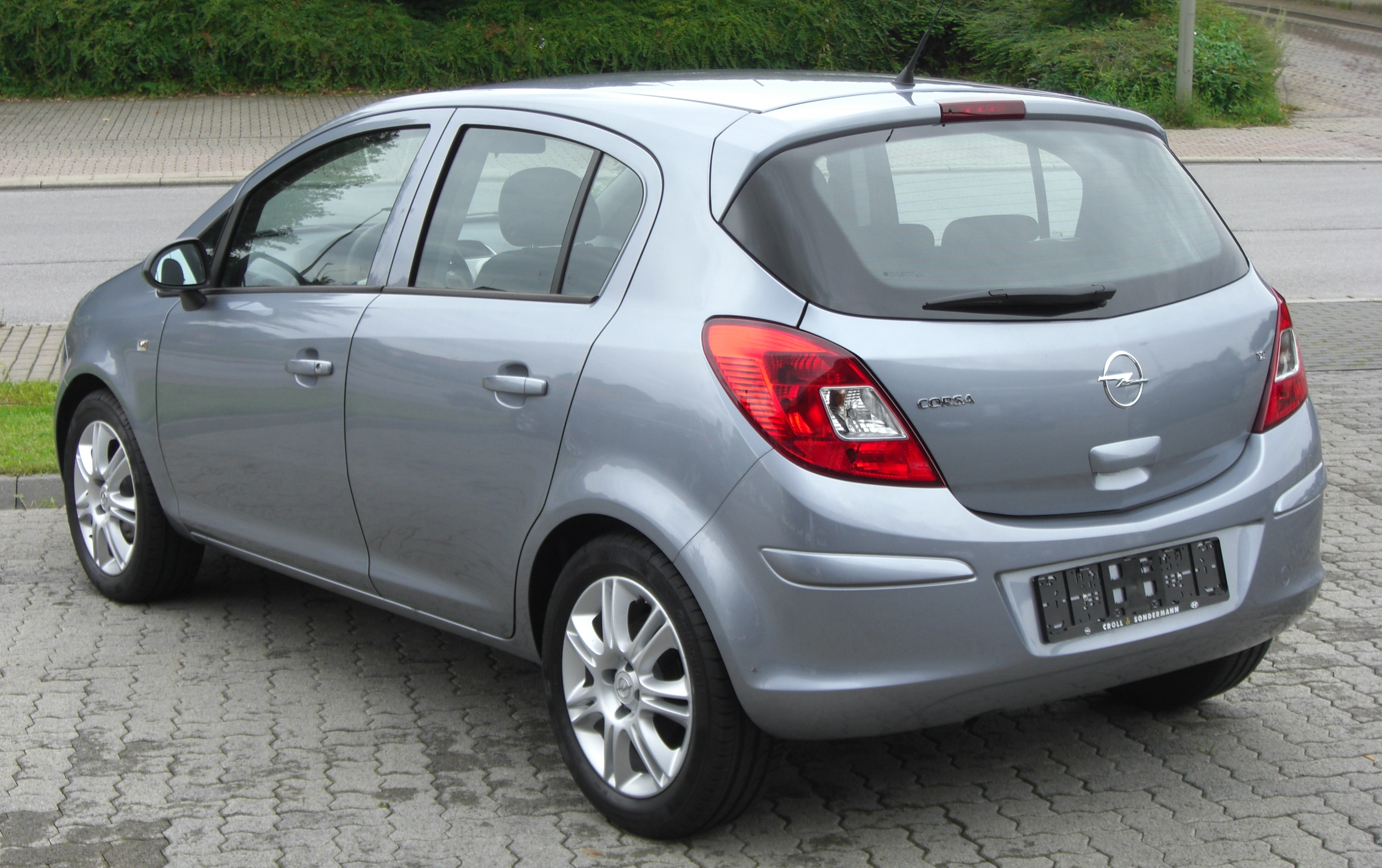
Corsa D 5д. (2006-2011)

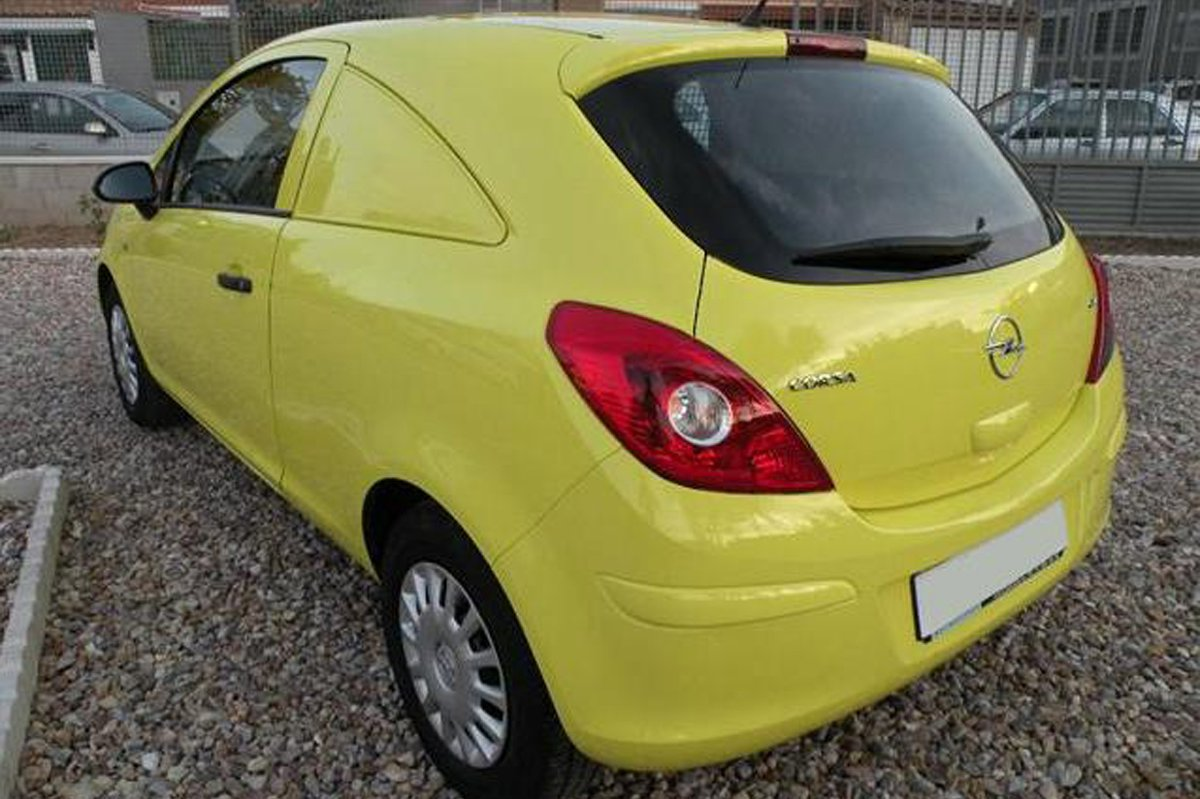
Corsa D Фургон (2006-2011)

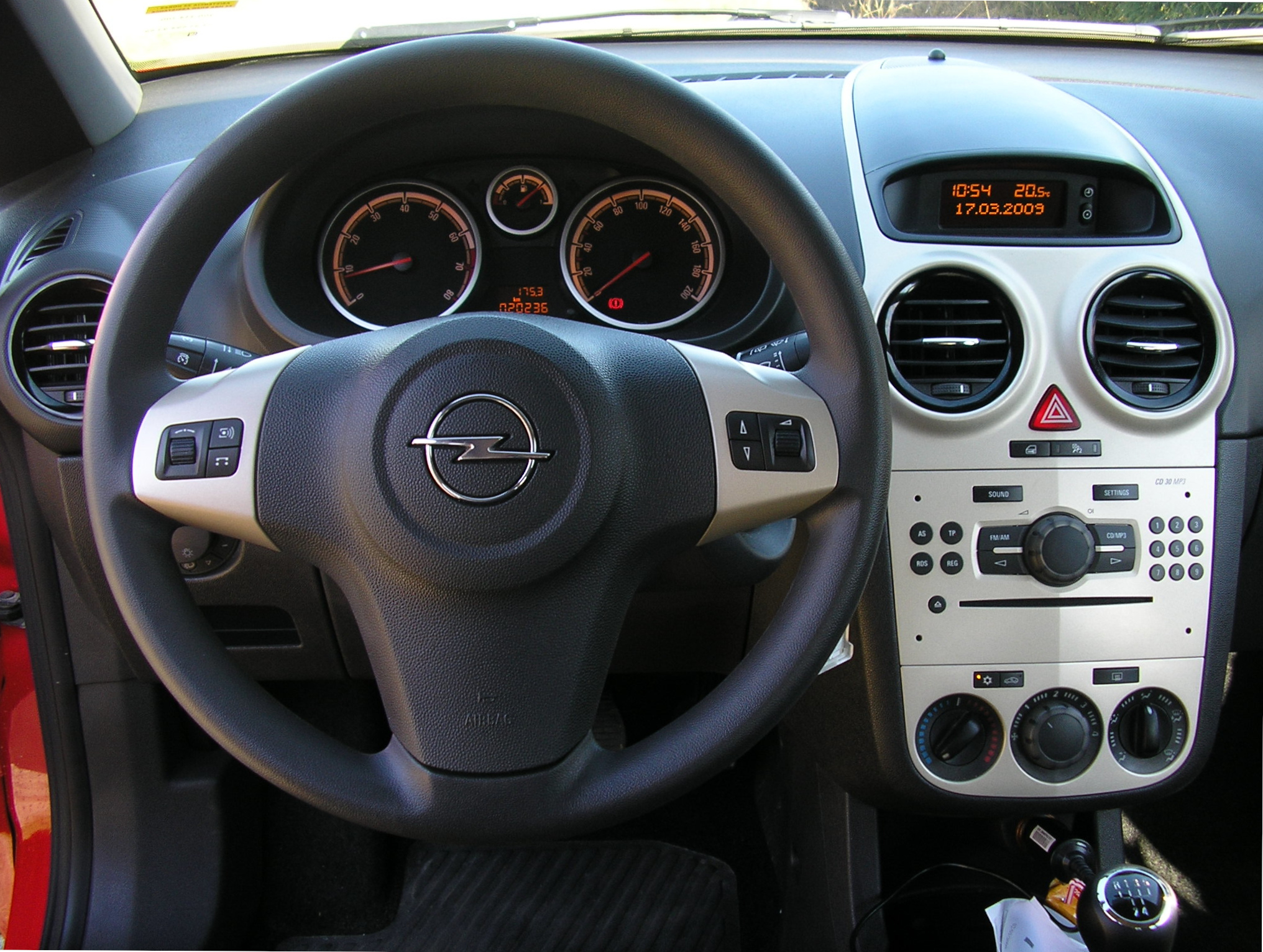
Салон

В основі Opel Corsa D лежить платформа Gamma, яка є першим спільним проектом GM і FIAT. Завдяки цій платформі, Corsa виросла в розмірах: на 160 мм збільшилася довжина (3999 мм), на 60 мм - ширина (1707 мм), на 50 мм - висота (1490 мм). Колісна база складає в довжину 2511 мм. Багажник додав в обсязі 15 л і тепер може вміщати до 275 л.
Кузови моделі мають три або п'ять дверей. П'ятидверна версія на 24 мм ширша за трьохдверну.
Збирають четверте покоління Opel Corsa на автомобільному заводі в німецькому місті Айзенахе і Сарагосі (Іспанія).
Corsa оснащується трьома бензиновими двигунами (1.0 л/60 к.с., 1.2 л/80 к.с. і 1.4 л/90 к.с.) і трьома дизельними двигунами з турбонаддувом (1.3 CDTi з 75 і 90 к.с., і 1.7 CDTi з 125 к.с.). Всі бензинові мотори оснащені фірмовою системою економного витрати палива Twinport. Всі дизельні агрегати серійно комплектуються фільтром сажі.
У залежності від комплектації Corsa оснащується 5 - і 6-ступеневими механічними коробками передач і автоматичною коробкою передач Easytronic.
Інженери розробили для Corsa абсолютно нове шасі[джерело?]. При бажанні можна замовити систему стабілізації ESP з новітньої функцією EUC (Enchanced Understeering Control): виправляючи помилки водія, автоматика буде індивідуально пригальмовувати кожне з чотирьох коліс або всі разом. А за «базові» гроші[джерело?] власник отримає ABS з функцією CBC (Cornering Brake Control), що майже рівноцінно системі стабілізації.
Електронна начинка Corsa включає: адаптивні галогенові фари, що змінюють кут і силу освітлення в залежності від швидкості і кута повороту керма[джерело?], навігаційна система[джерело?], CD-плеєр з можливістю відтворення MP3, підключенням по Bluetooth мобільних телефонів наступних поколінь з голосовим управлінням. На Corsa можна встановити шини, що дозволяють продовжувати рух навіть на спущеному колесі, і багато інших доповнень.
Ще однією цікавою технічною новинкою є висувна платформа, що дозволяє закріпити на ній два велосипеди. Система отримала назву «Флекс-Фікс» (Flex-Fix) і пропонується як опція.

### Рестайлінг 2010
У листопаді 2010 року Opel представив оновлену Corsa, яка відрізняється головним чином модифікованою передньою частиною. Модель також отримала переглянутий спектр варіантів оснащення. В модельній гамі зникла версія GSi. В продажі модифікована версія доступна з 29 січня 2011 року.

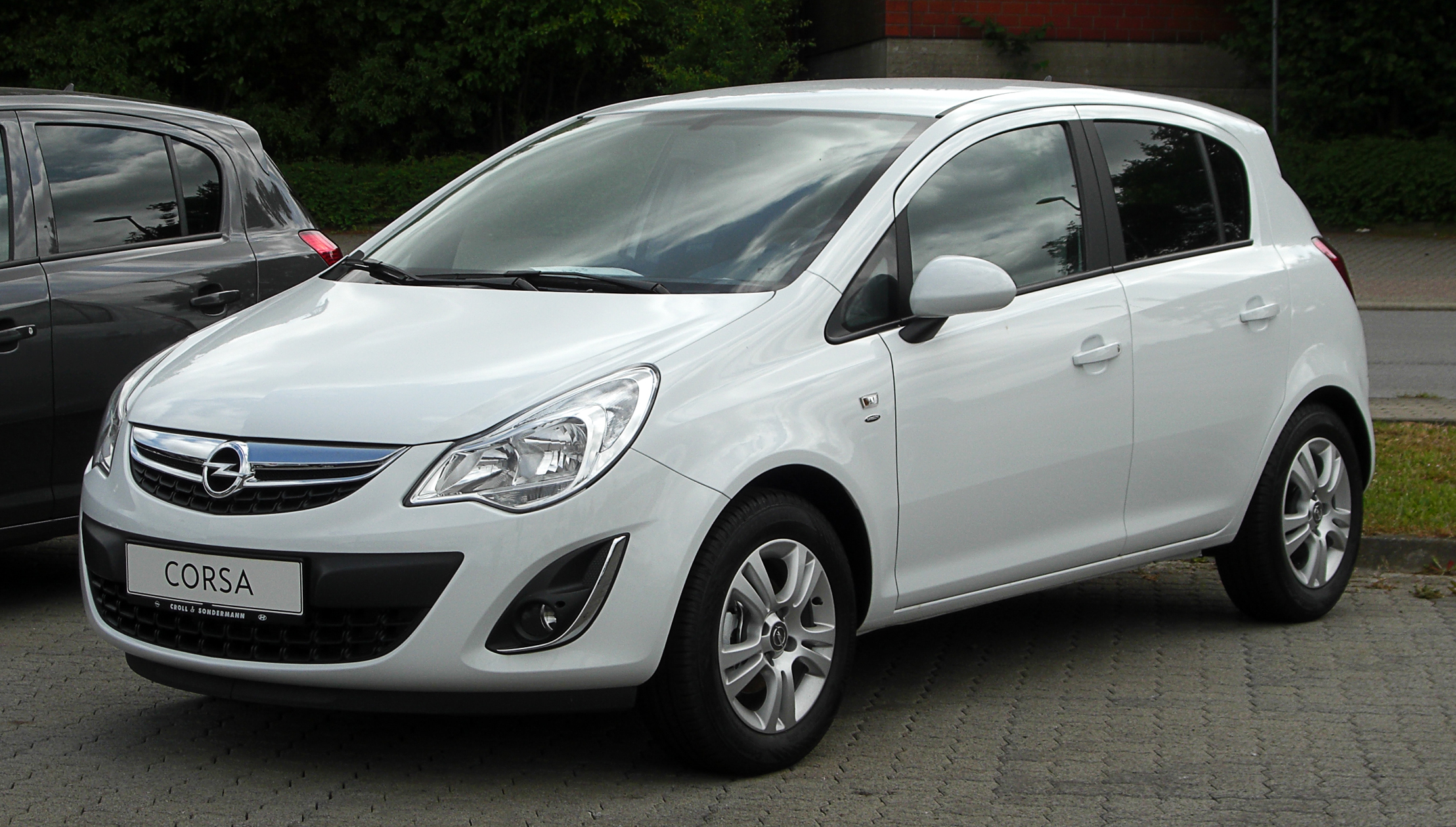
Corsa D 5д. (з 2011)
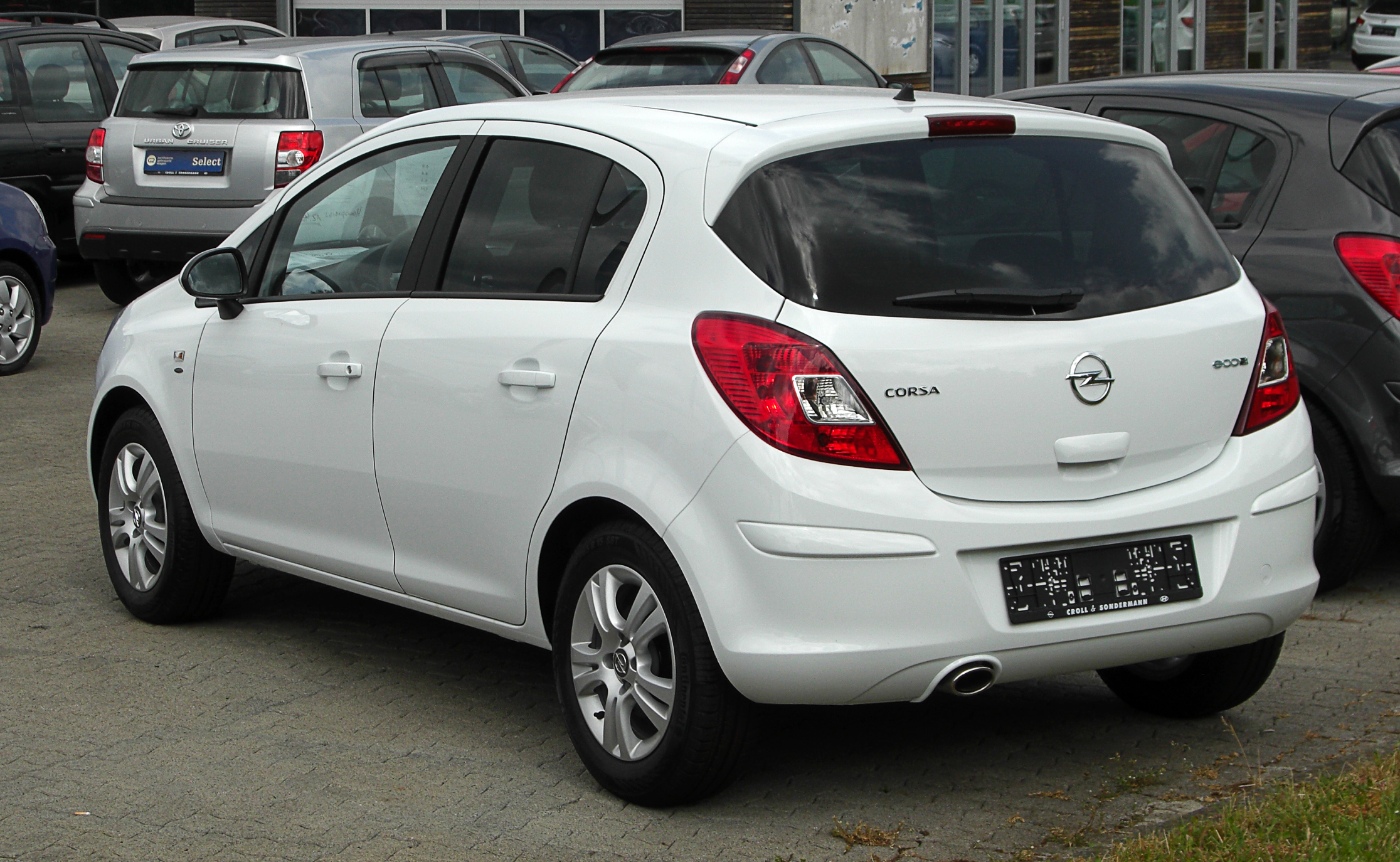
Corsa D 5д. (з 2011)
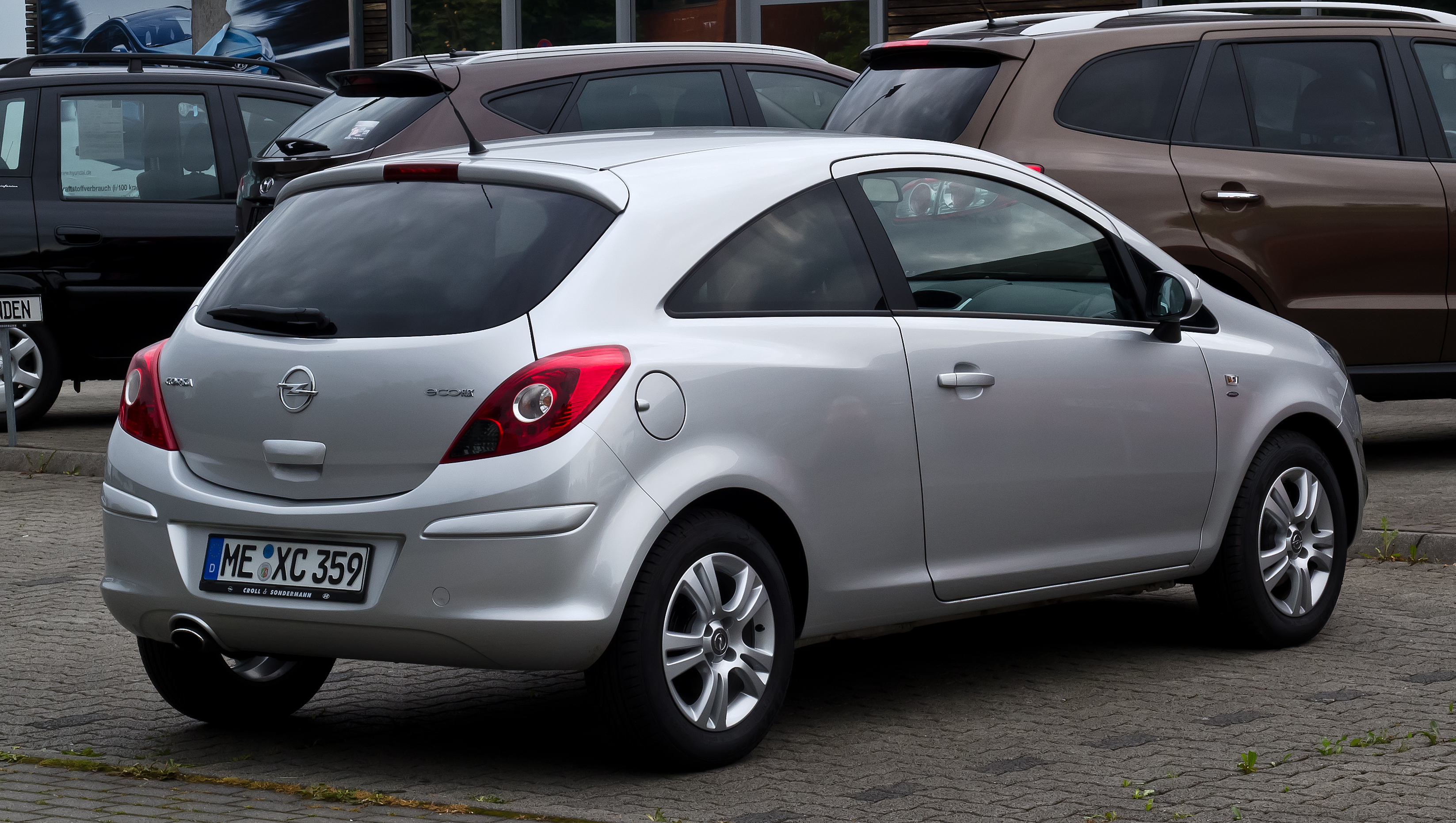
Corsa D 3д. (з 2011)
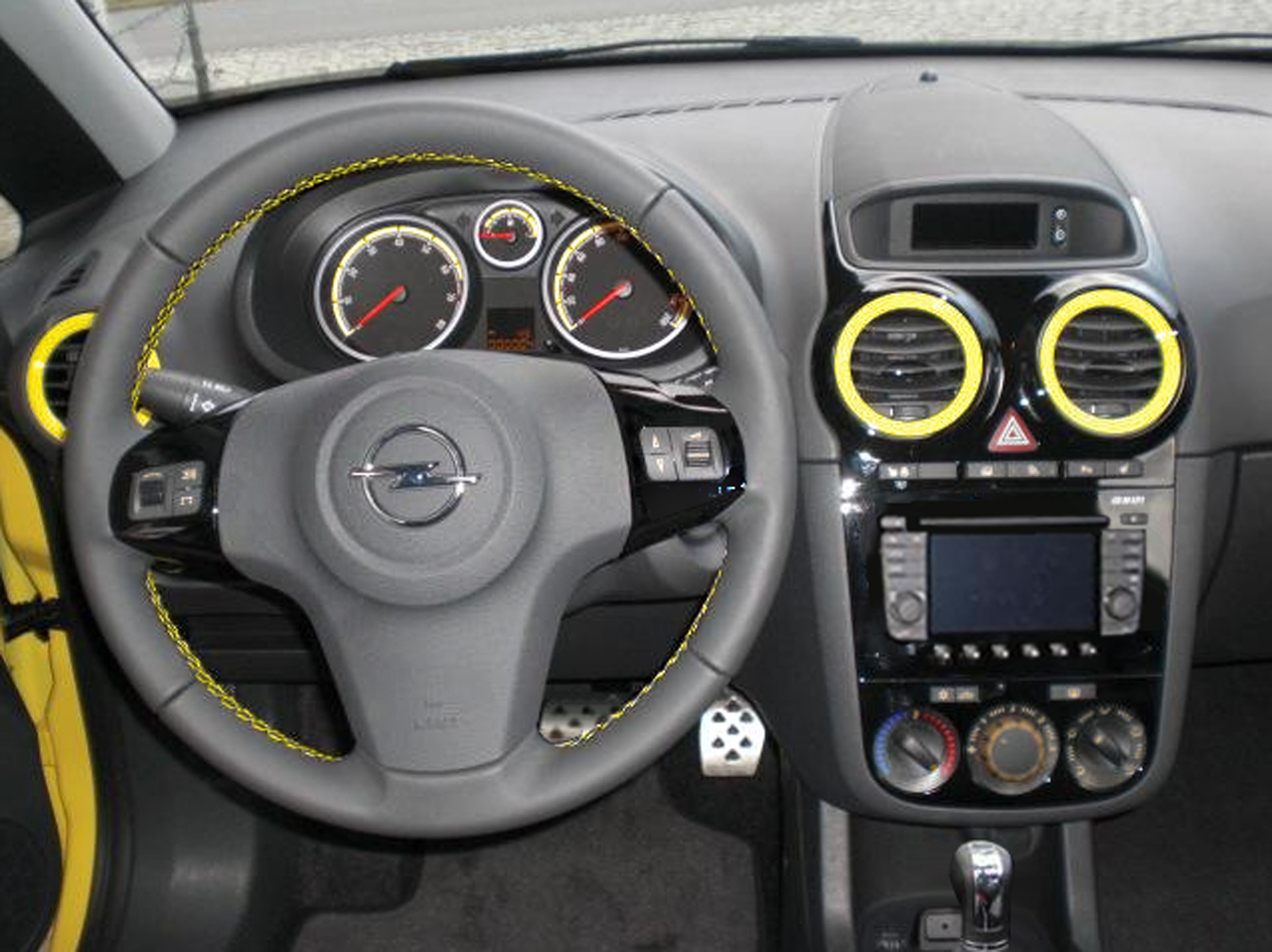
Салон

## Двигуни
- 1.0 L A10XEP (LDB) I3 60-65 к.с.
- 1.2 L A12XEL (LWD) I4 69 к.с.
- 1.2 L A12XER (LDC) I4 86 к.с.
- 1.4 L A14XEL (L2Z) I4
- 1.4 L A14XER (LDD) I4 101 к.с.
- 1.4 L A14NEL (LUH) turbo I4 120 к.с.
- 1.6 L A16LER (LDW) turbo I4 192 к.с. (OPC)
- 1.3 L Z13DTJ/A13DTC LDV I4 (diesel) 75 к.с.
- 1.3 L Z13DTH/A13DTR/A13DTE LSF I4 (diesel) 90-95 к.с.
- 1.7 L Z17DTR/A17DTS Circle L I4 (diesel) 125-130 к.с.

## Варіанти моделей

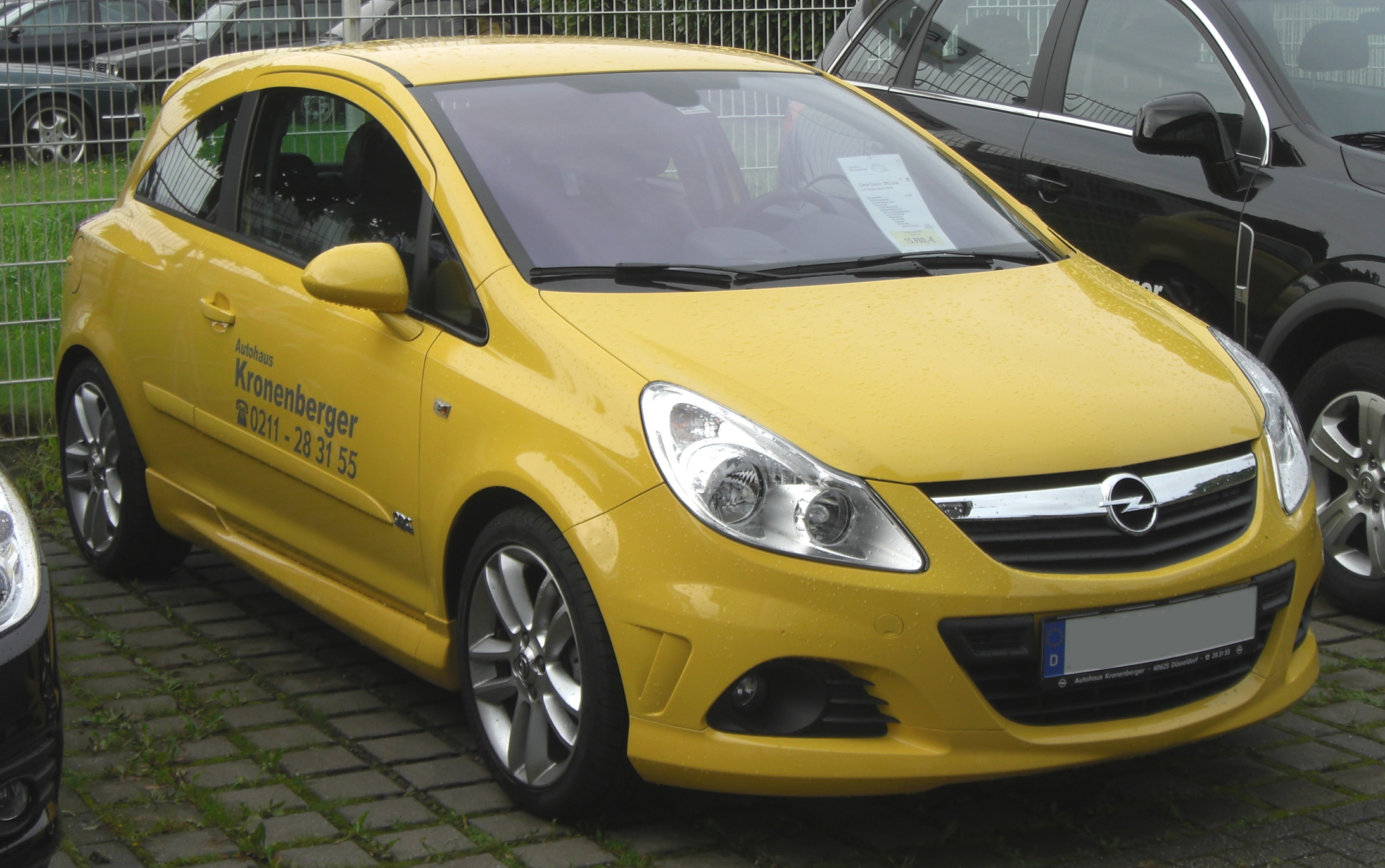
Opel Corsa OPC (з 2007)

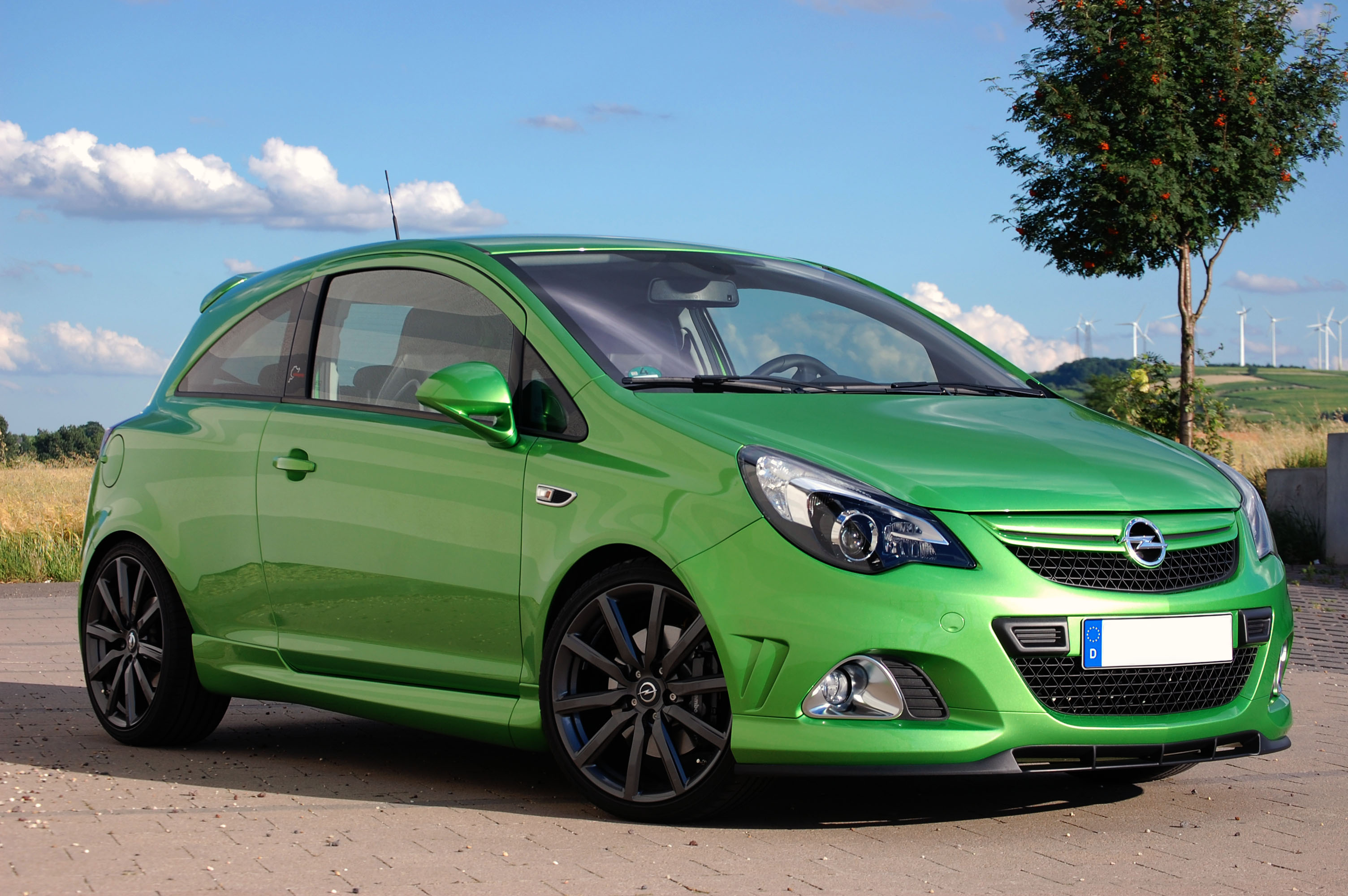
Opel Corsa OPC Nürburgring Edition

### Corsa OPC
В березні 2007 року на Женевському автосалоні представлена спортивна версія Corsa OPC (розробка підрозділу Opel Performance Cente). Її головна відмінність 1,6-літровий двигун з турбонаддувом потужністю 141 кВт/192 к.с.[відсутнє в джерелі], який прискорює компактний автомобіль від 0 до 100 км/год за 7.2 секунди з граничною швидкістю 225 км/год.
Corsa OPC йде з 17-дюймовими колесами з литими дисками зі сплаву розмірністю 215/45 R17, в той час як 18-дюймові оправи і розмір шин 225 доступні як опція.
Corsa OPC оснащується вентильованими передніми дисковими гальмами на 308 мм і дисковими гальмами на 264 мм в задній частині.

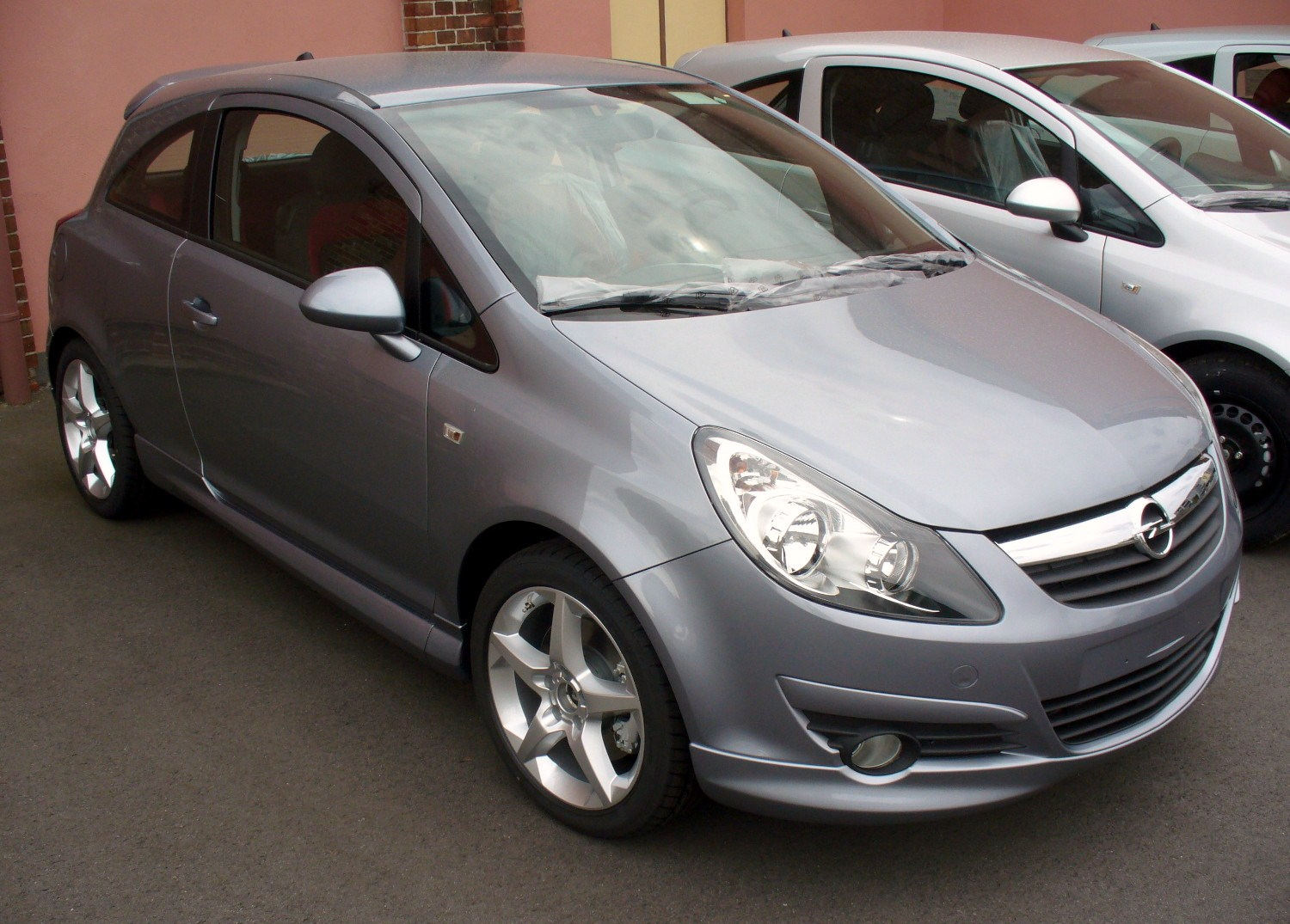
Opel Corsa GSi (2007-2010)

### Corsa GSi
В вересні 2007 року представлена Corsa GSi з 1,6 літровим бензиновим двигуном ECOTEC з турбонаддувом і потужністю 110 кВт (150 к.с.) та максимальною швидкістю 210 км/год. На відміну від моделі OPC Corsa GSi представлена також в 5-дверному кузові.

## Зноски
1. ↑  Opel Corsa D (четверте покоління) | Історія моделей | Opel в Україні. www.opel.ua (укр.). Процитовано 11 січня 2025.
2. ↑  Auto Bild – Alle Autoneuheiten 2006 – Teil 3. Архів оригіналу за 12 лютого 2006. Процитовано 9 червня 2010.